# Camenta infaceta
Camenta infaceta är en skalbaggsart som beskrevs av Hermann Burmeister 1855. Camenta infaceta ingår i släktet Camenta och familjen Melolonthidae. Inga underarter finns listade.